# Emil Holárek
Emil Holárek (26. ledna 1867 Louny – 26. únor 1919 Praha-Podolí) byl český akademický malíř, grafik a kreslíř.

## Život
Emil Holárek se narodil v Lounech do rodiny hodináře Jana Holárka. Již od raného dětství se u něho projevoval výrazný výtvarný talent. V Lounech absolvoval obecnou i měšťanskou školu. V posledním ročníku měšťanky byli jeho spolužáky budoucí architekt Kamil Hilbert a varhanní virtuós Eduard Tregler. Další studium na pražské malířské akademii mu umožnilo stipendium města Loun, respektive Městské spořitelny, které obdržel. Od roku 1882 studoval na pražské akademii u prof. Maxmilián Pirnera. Poté odešel studovat na šest let do Mnichova. V roce 1889 se vrátil do Prahy a pokračoval ve studiu u prof. Františka Sequense. V roce 1892 pak odjel ještě studovat na jeden rok do Říma. Během studia byl Holárek silně ovlivněn dílem významného německého symbolisty Maxe Klingera. Po návratu ze studií byl poctěn úkolem vyzdobit zasedací síň Živnobanky v Praze, společně s M. Alšem, M. Švabinským. V letech 1899 a 1907 uspořádal souborné výstavy v pražském Rudolfinu. V roce 1895 vydal Holárek první vydání kreslířského cyklu z názvem „Reflexe z katechismu“. Dílo vzbudilo velký rozruch a pro značný zájem bylo vydáno v řadě dalších nákladů. V roce 1901 pak vydal cyklus kreseb s názvem „Noc“ a v ten samý rok následoval další cyklus kreseb k básním Jaroslava Vrchlického s názvem „Sen“. V roce 1906 vydal opět cyklus kreseb s názvem „Válka“, v němž se odrážela zdrcující porážka Ruské říše v rusko-japonské válce roku 1905. V roce 1916 nastoupil již téměř padesátiletý Emil Holárek vojenskou službu v Chomutově. Postupně se stal kadetem a záhy dosáhl hodnost c.k. poručíka. Během svého působení v rakousko-uherské armádě byl několikrát vyznamenán, což mělo za následek ztrátu téměř všech přátel. Z vojny se vrátil s podlomeným zdravím a následně 26. února 1919 v podolském sanatoriu zemřel. Jeho ostatky byly převezeny do rodných Loun, kde byl pohřben na "Novém hřbitově".

## Posmrtná připomínka
V Lounech jsou po Emilu Holárkovi nazvány "Holárkovy sady".

## Výstavy
Souborná výstava děl Emila Holárka se konala posmrtně v Rudolfinu v roce 1919. Jeho dílo Umělcův sen bylo např. součástí významné výstavby o symbolismu Tajemné dálky (Olomouc, 2014–2015).

## Galerie

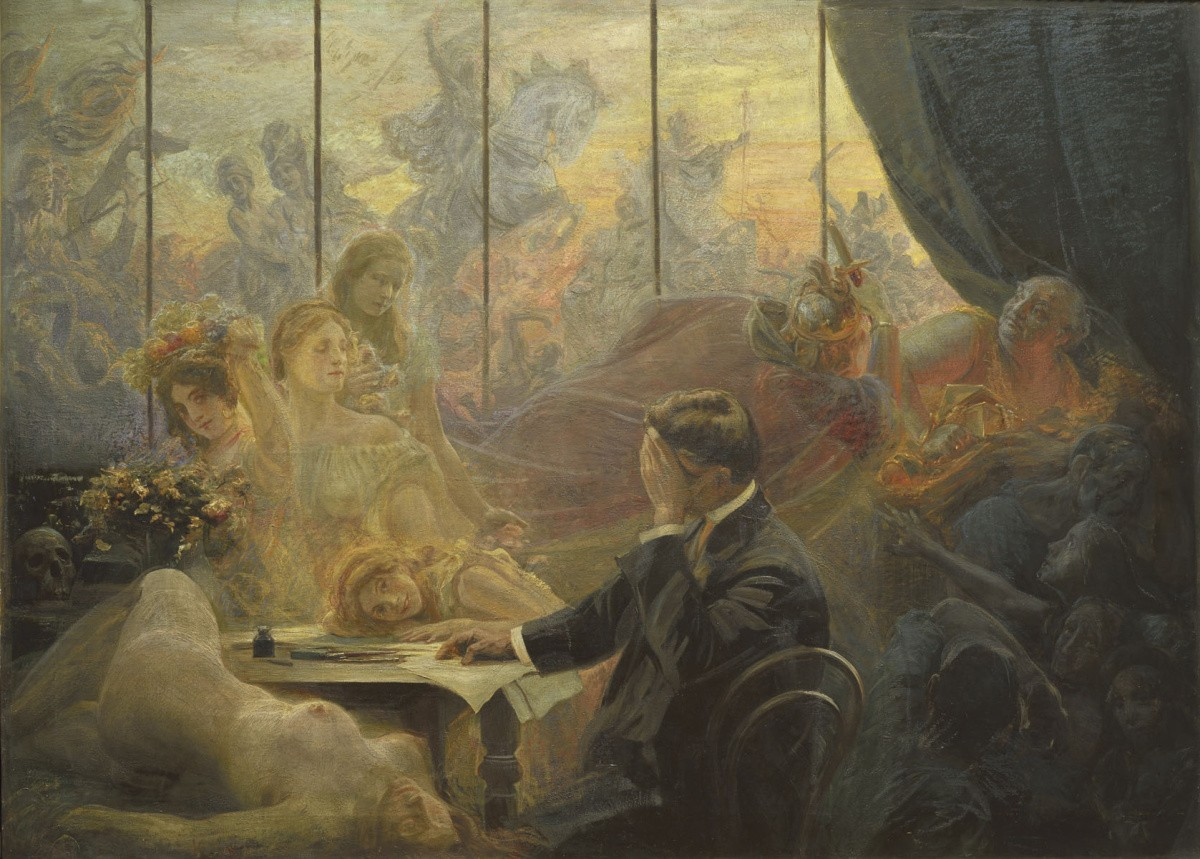
Emil Holárek - Umělcův sen (kolem 1900)
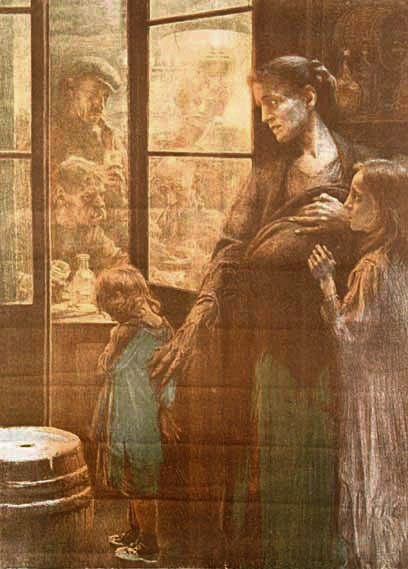
Emil Holárek - Alkohol - nešťastná rodina
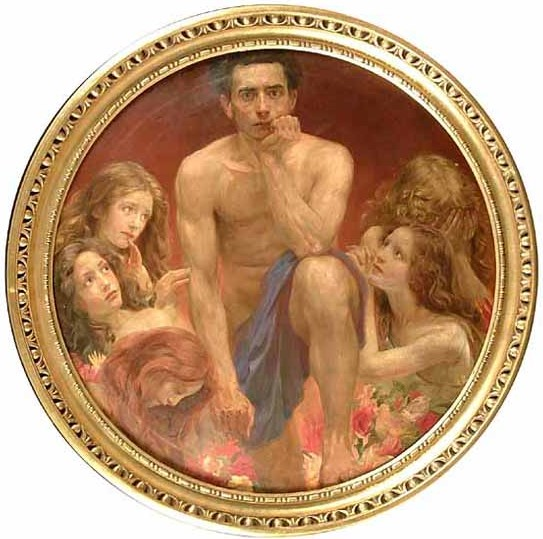
Emil Holárek - Démoni
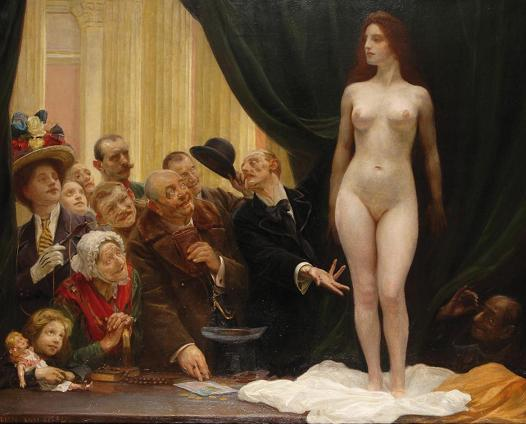
Emil Holárek - Za oponou
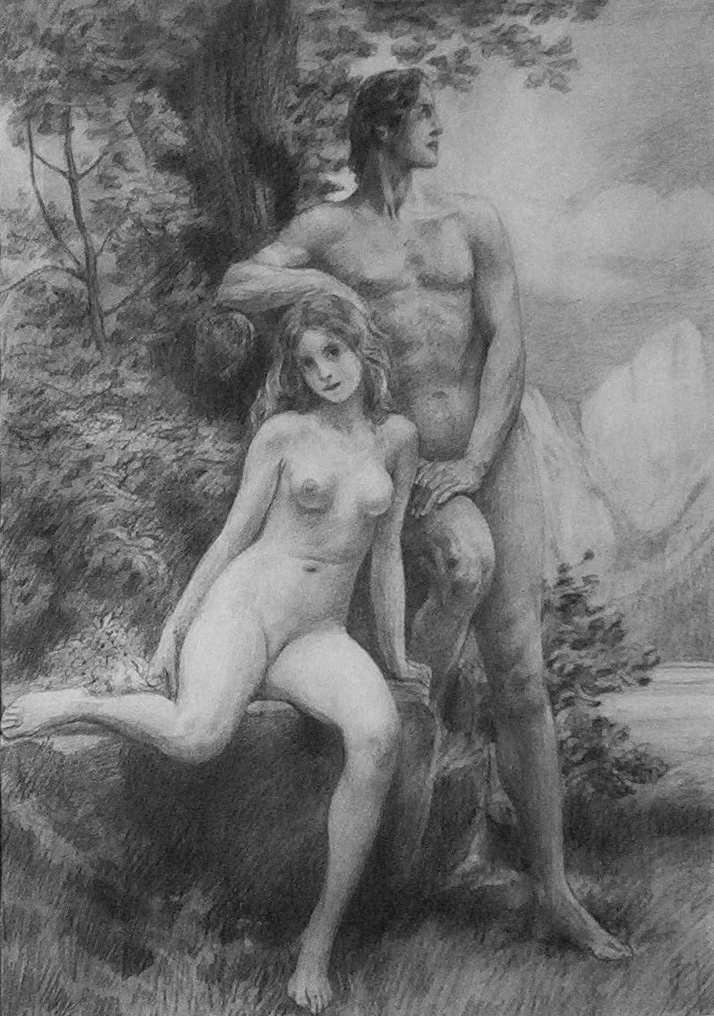
Emil Holárek - Eva a Adam. Mládí
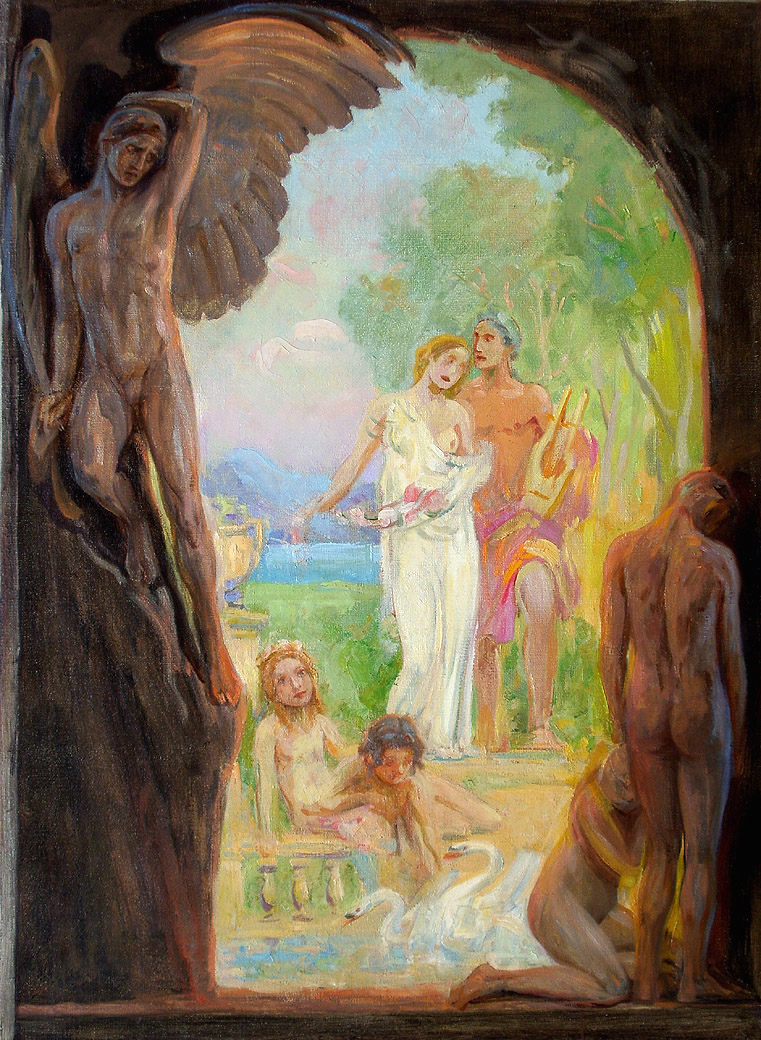
Emil Holárek - Před rajskou bránou (cca 1900)